# Kingston (Cambridgeshire)
Kingston – wieś i civil parish w Anglii, w Cambridgeshire, w dystrykcie South Cambridgeshire. W 2011 civil parish liczyła 238 mieszkańców. Kingston jest wspomniana w Domesday Book (1086) jako Chingestone.